# Tsumgallite
La tsumgallite è un minerale appartenente al gruppo del diasporo.